# Clé Canal+
La Clé Canal+ est un récepteur/décodeur de télévision numérique terrestre utilisé par les chaînes à péage du groupe Canal+ pour l'accès à leurs programmes dans les zones couvertes. Elle est compatible avec les signaux TVHD (circuits DVB-T et MPEG-4) et peut être utilisée en déplacement (hors de l'adresse de « résidence » d'abonnement à Canal+), sur n'importe quelle zone du territoire français couverte par la TNT.
Lancé le 4 novembre 2008 par le groupe Canal+, cet appareil est présenté comme « le plus petit décodeur TV du monde ». Basé sur une connectique USB, il intègre un récepteur télévision numérique terrestre, un système de contrôle d'accès (abonnement) et permet de visualiser les chaînes payantes du groupe Canal+ et l'offre en clair de la TNT sur un ordinateur PC de bureau ou portable disposant du système Windows ; la clé n'est en revanche pas compatible sous Linux ou Mac.